# 吉隆隙蛛
吉隆隙蛛（学名：Coelotes gyirongensis）为暗蛛科隙蛛属的动物。在中国大陆，分布于西藏等地，多见于草丛。该物种的模式产地在西藏。